# Rodney Alcala
Pour les articles homonymes, voir Alcala.
Rodney James Alcala, né Rodrigo Jacques Alcala Buquor le 23 août 1943 à San Antonio (Texas) et mort le 24 juillet 2021 à  Corcoran (Californie), est un violeur et tueur en série américain.
Il a été condamné à mort en Californie en 2010 pour cinq meurtres commis dans cet État entre 1977 et 1979, il est aussi mis en accusation pour deux homicides supplémentaires à New York. Le nombre total de victimes demeure inconnu mais pourrait être beaucoup plus élevé. Alcala a fait preuve d’une exceptionnelle cruauté. Les procureurs disent qu’il « jouait » avec ses victimes avant de les étrangler jusqu’à ce qu’elles perdent conscience, puis il répétait cette opération plusieurs fois avant de finalement les tuer.
Il est parfois appelé le « Dating Game Killer » en raison de son apparition en 1978 à la télévision américaine dans un jeu télévisé de rencontres amoureuses appelé The Dating Game (la version américaine de Tournez manège !), alors qu’il avait déjà commencé sa série de meurtres. Une femme a même failli être piégée par l’homme mais avait finalement rappelé l’émission pour leur dire que Rodney avait une personnalité assez inquiétante. La police a découvert une collection de plus d’un millier de photographies prises par Alcala. La plupart du temps, il s’agissait de femmes et de garçons adolescents et la plupart d’entre eux étaient photographiés dans des poses sexuellement explicites. La police croit même que certains de ses sujets photographiés pourraient être des victimes supplémentaires. Un détective de la police a dit de lui que c’était « une machine à tuer ». Les criminalistes l’ont comparé à Ted Bundy. Un enquêteur spécialiste des homicides et familier avec les éléments de preuve a spéculé que Alcala aurait assassiné jusqu’à 50 femmes, tandis que d’autres estimations avancent le nombre de 130.

## Biographie

### Enfance
Rodney Alcala est né Rodrigo Jacques Alcala Buquor à San Antonio (Texas), il est le fils d'une famille d'origine mexicaine formée de Raoul Alcala Buquor et d’Anna Maria Gutierrez. Son père abandonne sa famille ; sa mère, ses sœurs et lui emménagent à Los Angeles alors qu’il n’a que 12 ans.
Il s’engage dans l’Armée des États-Unis en 1960, à l’âge de 17 ans. En 1964, après avoir souffert d’une « crise nerveuse », un psychiatre du milieu militaire lui diagnostique un trouble de la personnalité antisociale. D’autres diagnostics dans son cas impliquaient des troubles de la personnalité narcissique et borderline.

### Parcours criminel
Rodney Alcala commet son premier crime en 1968 : un motard le voit en train de violer une enfant de huit ans nommée Tali Shapiro dans son appartement et appelle la police. La petite fille a été retrouvée violée et battue à coups de barre de fer, mais Alcala a réussi à s’échapper. Il fuit la Californie et se fait engager comme professeur d’abord sous le nom de John Berger, puis sous celui de John Burger. Début 1971, Alcala fait partie des 10 personnes les plus recherchées par le FBI.
En juin 1971, Cornelia Michel Crilley, une jeune hôtesse de l’air âgée de 23 ans, a été retrouvée morte, violée et étranglée dans son appartement à Manhattan. L’identité de son meurtrier est restée inconnue pendant 40 ans. Plus tard ce même été, deux enfants dans un camp du New Hampshire remarquent les avis de recherche d’Alcala affichés par le FBI. Il est arrêté et extradé en Californie. Il sera condamné à 34 mois de prison. La famille de Tali Shapiro ayant émigré et ne pouvant donc pas témoigner au procès, il est libéré. Il se fait arrêter de nouveau, deux mois plus tard, après avoir agressé une jeune fille de 13 ans. Il est condamné à deux ans de prison.
En 1978, il se présente au jeu télévisé de rencontres The Dating Game. À cette époque, il était déjà recherché pour le meurtre de quatre femmes : deux en Californie, deux à New York. Il est présenté comme un photographe à succès aimant la moto et le parachutisme. Il remporte le concours, mais la candidate, Cheryl Bradshaw, contacte vite la production pour ne pas rester en contact avec Alcala, en effet elle prétendra ne pas se sentir à l'aise avec lui, le trouvant bizarre voire effrayant dans ses propos, lui laissant un mauvais pressentiment à son égard. Un des participants rivaux d'Alcala, affirmera également l'avoir trouvé assez étrange dans ses propos et opinions.[réf. souhaitée]

### Mort
Rodney Alcala est mort de causes naturelles le 24 juillet 2021 dans la prison d'État de Corcoran à Corcoran (Californie).

## Dans d’autres médias
- The Dating Game, Alcala participe à ce jeu télévisé[19].
- Dating Game Killer (en), documentaire biographique sur Rodney Alcala, réalisé par Peter Medak, diffusé en 2017 sur Investigation Discovery.
- Rodney Alcala : le double jeu dans Portraits de criminels sur RMC Story et sur RMC Découverte.
- Une femme en jeu (Woman of the Hour), film réalisé par Anna Kendrick avec Daniel Zovatto dans le rôle de Rodney Alcala, sorti en 2024 sur Netflix.